# Sơn Hải Quan (quận)

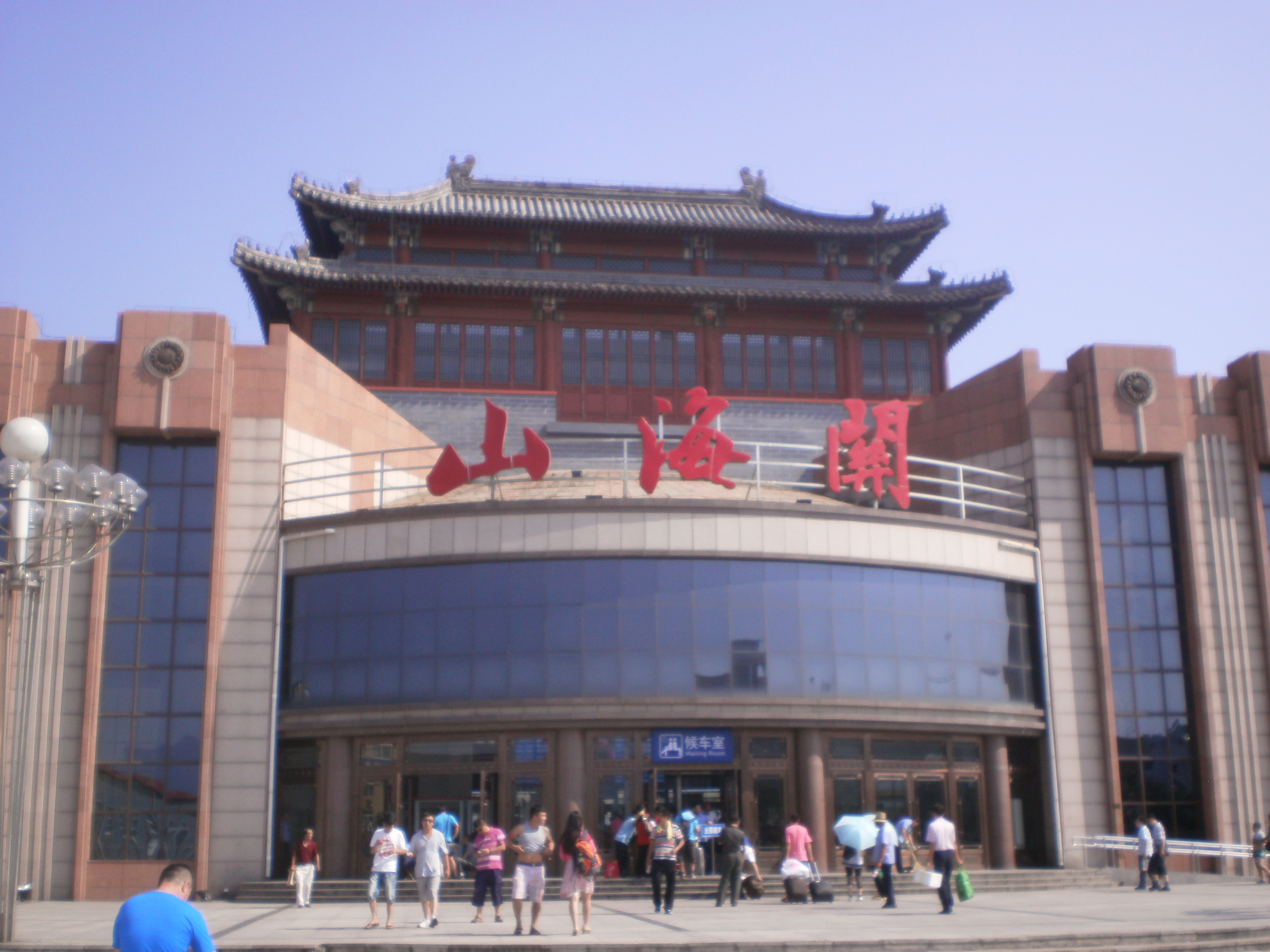
Sơn Hải Quan

Sơn Hải Quan (chữ Hán giản thể: 山海关区) là một quận thuộc địa cấp thị Tần Hoàng Đảo, tỉnh Hà Bắc, Cộng hòa Nhân dân Trung Hoa. Quận này có diện tích 192 kilômét vuông, dân số năm 2003 là 140.000 người. Mã số bưu chính là 066200, mã vùng điện thoại 0335.

## Lịch sử
Thời nhà Chu, khu vực này thuộc Cô Trúc quốc và Yên quốc. Thời nhà Tần thuộc Liêu Tây quận. Thời nhà Hán thuộc quận Lô Long. Thời nhà Tùy thuộc quận Bắc Bình. Thời nhà Đường thuộc huyện Liễu Thành, Doanh châu. Năm Càn Long thứ 2 (1737) lập huyện Lâm Du, thuộc phủ Vĩnh Niên.
Tại quận này có miếu thờ Mạnh Khương Nữ và cửa ải mang tên Sơn Hải Quan. Sơn Hải Quan là cửa ải đầu tiên của Vạn Lý Trường Thành nằm ở nơi giáp ranh giữa hai tỉnh Hà Bắc và Liêu Ninh. Phía bắc Sơn Hải Quan là dãy núi Yên Sơn, phía nam là biển Bột Hải, bởi vậy mới có tên gọi Sơn Hải Quan.

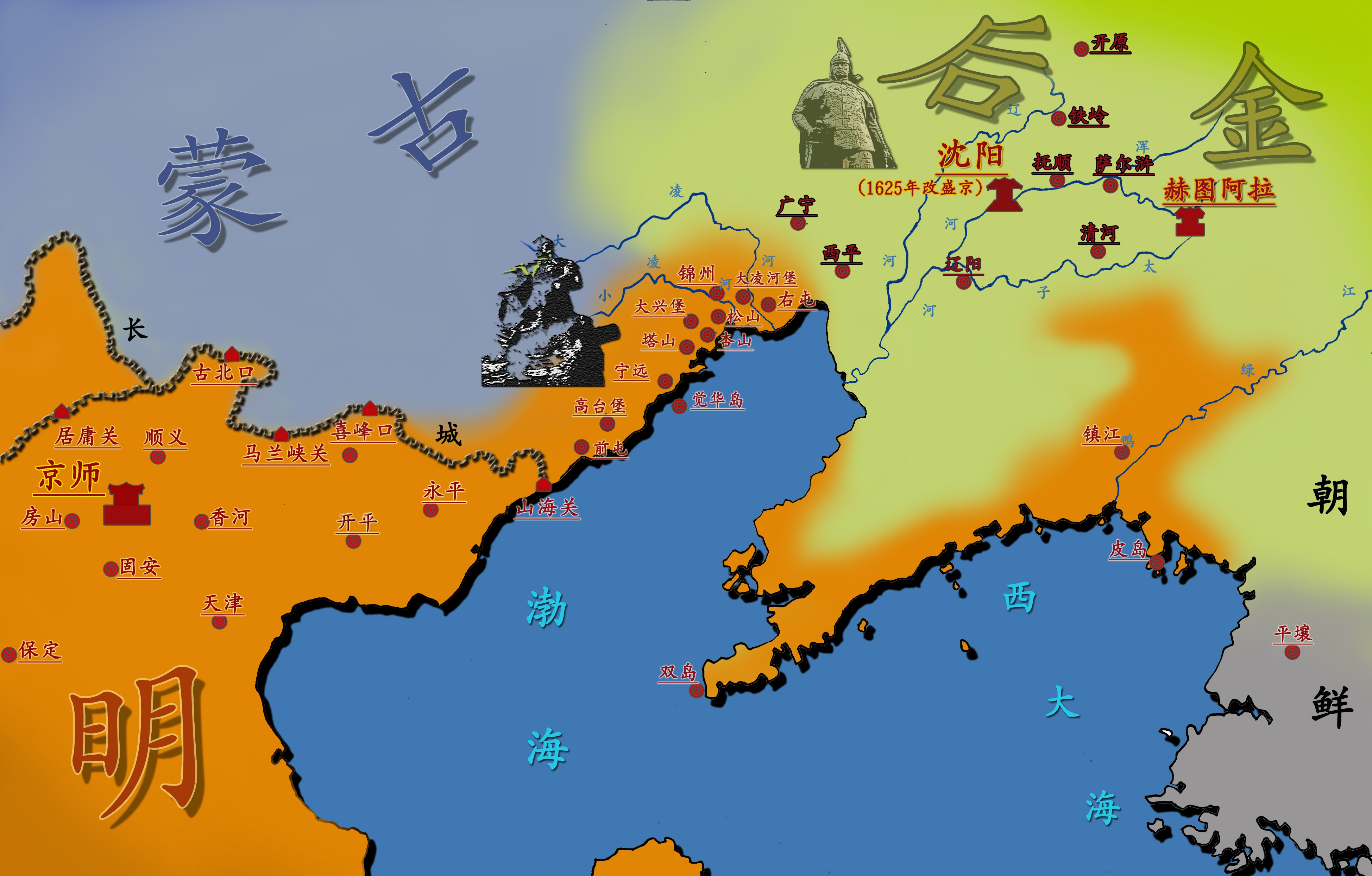
Những năm cuối thời nhà Minh, Liêu Ninh là nơi tranh giành của quân Hậu Kim, Mông Cổ và Minh. Sơn Hải quan có vị trí chiến lược để Hậu Kim xâm nhập Trung Nguyên.